# Gustav Sjöberg
Ivar Gustav Albert Sjöberg, född 23 mars 1913 i Stockholm, död 3 oktober 2003 på Lidingö, var en svensk fotbollsmålvakt som stod i det svenska målet i landslagets invigningsmatch på Råsunda, mot England 1937.

## Idrottskarriär
Sjöberg är bland de spelare som spelat flest allsvenska matcher för AIK; 321 matcher under tre decennier hann det bli. Dessutom gjorde han också 21 landskamper, dock allt som oftast i skuggan av en annan målvaktslegend, Sven "Svenne Berka" Bergquist. "Gurra" var med i den svenska OS-truppen i fotboll redan i Berlin 1936, då som andremålvakt, och fanns med i truppen även till OS i London 1948, men då som reserv på hemmaplan.
Den allsvenska debuten skedde mot IS Halmia den 31 juli 1932 då Sjöberg endast var 19 år. Målvaktslöftet behöll den ordinarie målvaktströjan i AIK i nära 18 år och var den självklara nr 1 då AIK inför sitt 100-årsjubileum röstade fram en "alla tiders AIK-elva".

I en intervju i Dagens Nyheter torsdagen den 20 mars 2003 inför hans 90-årsdag berättade Sjöberg om minnen från OS i Berlin, inte minst om den klassiska förlusten mot Japan med 2-3: 
"På den tiden fanns det inga ersättare i fotbollen. Reserverna satt på läktaren under matcherna och jag hamnade bredvid Sven Jerring. Är nog den ende som på nära håll hört det klassiska radioreferatet 'japaner, japaner, överallt japaner'."
Landslagsdebuten skedde mot Rumänien året efter. Gurra Sjöberg fick stort beröm. Han var bäst på plan och anledningen till att Sverige klarade 2-2 i Bukarest.
I intervjun i Dagens Nyheter fortsätter Sjöberg:"Den första landskampen är ett kärt minne. Men jag vill även framhålla Råsundas officiella invigning 1937. Vi mötte England och fick stryk med 4-0. Men det var en upplevelse. England var bra på den tiden."
Sjöberg har även spelat allsvensk bandy för AIK. 1960 skadades den ordinarie målvakten och han hoppade då in, 47 år gammal, tio år efter att han spelat sin sista allsvenska match i fotboll.

## Privatliv
I sin ungdom var Gustav Sjöberg chaufför på Konsum. Som pensionär var broderi den största hobbyn. Han är gravsatt i minneslunden på Solna kyrkogård.

## Ledarkarriär
- Lagledare för AIK:s B-lag, (1950-1951)
- Tränare IFK Holmsund i division 2 (1951-1952)
- Lagledare för AIK:s B-lag samt målvaktstränare, (1952-1963)

## Meriter

### I klubblag
AIK
- Svensk mästare (1): 1937
- Svensk cupmästare (1): 1949

### I landslag
Sverige
- Uttagen i VM-trupp (1): 1938
- Uttagen i OS-trupp (2): 1936 (reserv), 1948 (reserv på hemmaplan)
- 21 A-landskamper
- 1 B-landskamp

### Individuellt
- Mottagare av Stora grabbars märke, 1940
- Hedersledamot i AIK 1981

### Webbsidor
- 500 AIK:are - Gustav Sjöberg på aik.se
- Svenska landslagsmän 1908-2015
- Stora grabbar i svensk fotboll